# Sanctuaire gallo-romain d'Argentomagus
Pour un article plus général, voir Argentomagus.
Le sanctuaire gallo-romain d'Argentomagus est un ensemble de temples de type fanum et de leurs dépendances, situé dans l'agglomération antique d'Argentomagus. Le site se trouve, à l'époque contemporaine, sur le territoire de la commune de Saint-Marcel, dans le département français de l'Indre.
Quatre temples sont implantés de part et d'autre d'une voie structurante ouest-est de l'agglomération ; trois se trouvent au sud, un quatrième en regard, au nord. Construits au Ier siècle apr. J.-C. pour les plus anciens, ils font l'objet de remaniements successifs avant d'être abandonnés à la fin du IIIe siècle.

## Localisation
Le sanctuaire occupe une très légère dépression entre les deux points les plus hauts de l'agglomération antique et de l'oppidum qui l'a précédée. Cette vallée est parcourue par l'une des voies principales d'Argentomagus, orientée ouest-est ; elle est partiellement bordée, au nord et au sud, par les temples composant le sanctuaire.

## Historique et études archéologiques
Prolongeant l'occupation laténienne du site, les premiers temples sont construits au Ier siècle apr. J.-C. D'autres constructions ou remaniements des bâtiments existants ont lieu jusqu'à la fin du IIIe siècle ; le site perd alors sa fonction cultuelle. D'autres secteurs de l'agglomération ne sont toutefois délaissés que bien plus tard, vers la fin du IVe ou au début du Ve siècle.
Des éléments architecturaux, provenant sans nul doute des temples, sont utilisés en remploi dans les murs d'églises médiévales avoisinantes.
Bien que le site antique d'Argentomagus soit connu depuis le Moyen Âge, les premières fouilles sur le site du sanctuaire ne sont réalisées qu'en 1965 sous la pression urbanistique ; elles s'achèvent en 1979. Elles reprennent en 1982 ; une autre campagne se déroule de 1991 à 1994.

## Description

Plan schématique du sanctuaire

### Les temples 1 à 3 (îlot A)
Le sanctuaire se compose de trois édifices cultuels alignés au sein d'un îlot limité au nord et au sud par deux voies orientées d'ouest en est.
Les deux édifices occidentaux (temples 1 et 2) sont deux fana sur plan carré à galerie périphérique, dont les périboles sont séparés par un portique ouvert vers le temple 1 et qui semble utilisé pour des cérémonies de crémation rituelle.

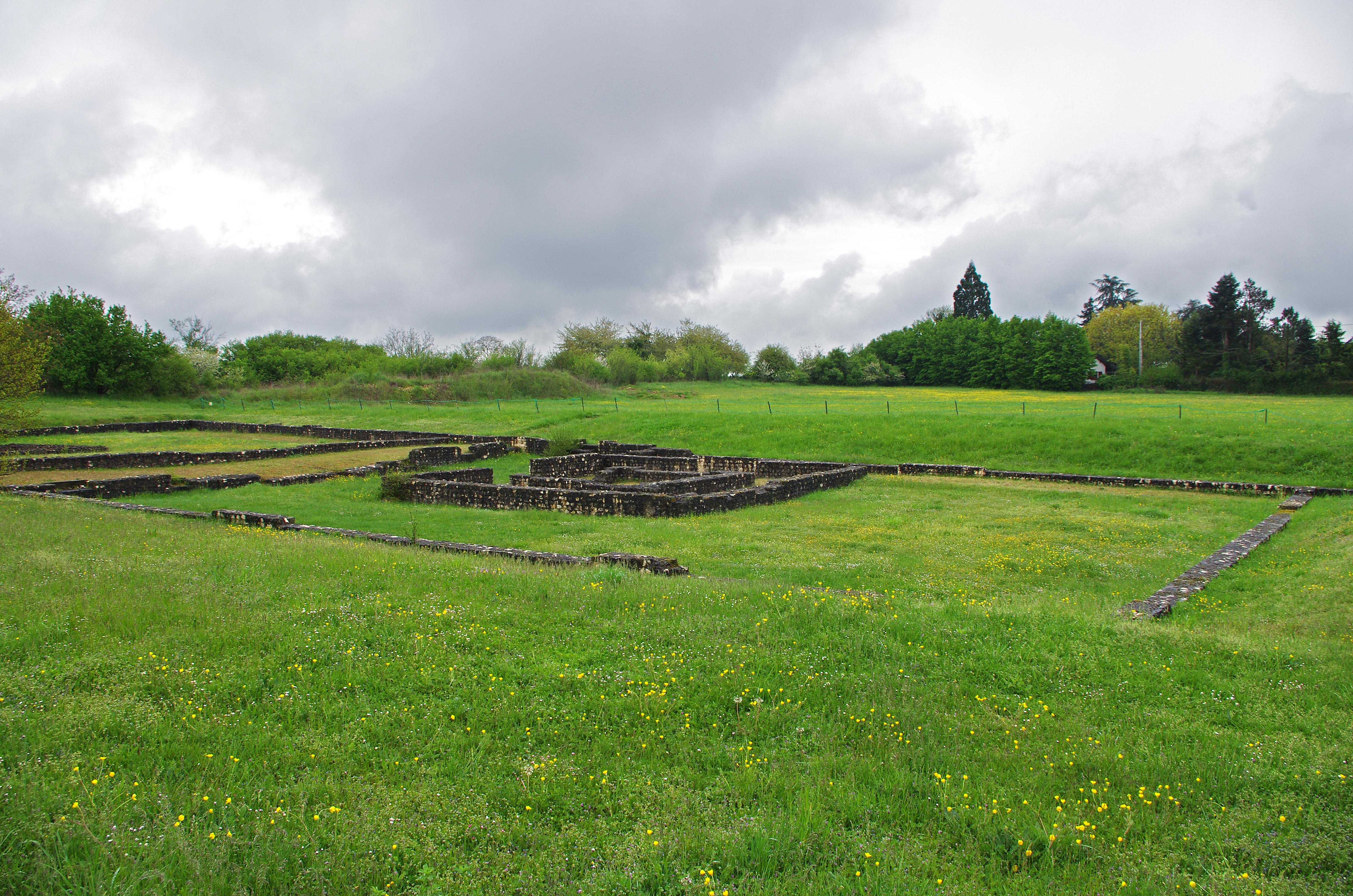
Temple 1.

Le temple 1 est le plus grand des trois monuments ; sa galerie périphérique mesure plus de 10 m de côté. Il est en outre agrandi dans un second temps d'une pièce au sud qui rejoint son péribole.
Le temple 2 connaît au moins trois états successifs. À un bâtiment en bois, datant peut-être du début de l'époque augustéenne succède dans le premier quart du Ier siècle apr. J.-C. un édifice en torchis ; celui-ci est remplacé, quelques décennies plus tard, par un fanum dont la cella reste en torchis mais dont la galerie périphérique est maçonnée,.
L'édifice le plus oriental (temple 3) est un temple d'inspiration gréco-romaine précédé à l'est d'un pronaos à colonnade. Il se situe dans une cour dont l'accès se fait depuis une rue nord-sud qui la longe à l'est. De nombreux fragments de sculptures et de figurines sont interprétés comme des offrandes.
Le terrain de l'îlot A présentant un dénivelé d'environ trois mètres (141 m à l'ouest pour 143 m à l'est), les temples sont établis sur trois terrasses successives.
Ces trois édifices cultuels ont leur entrée orientée à l'est. Ils possèdent des périboles dont les entrées sont de simples seuils dépourvus de tout caractère monumental, comme pour protéger l'espace sacré.

### Le temple 4 (îlot L)

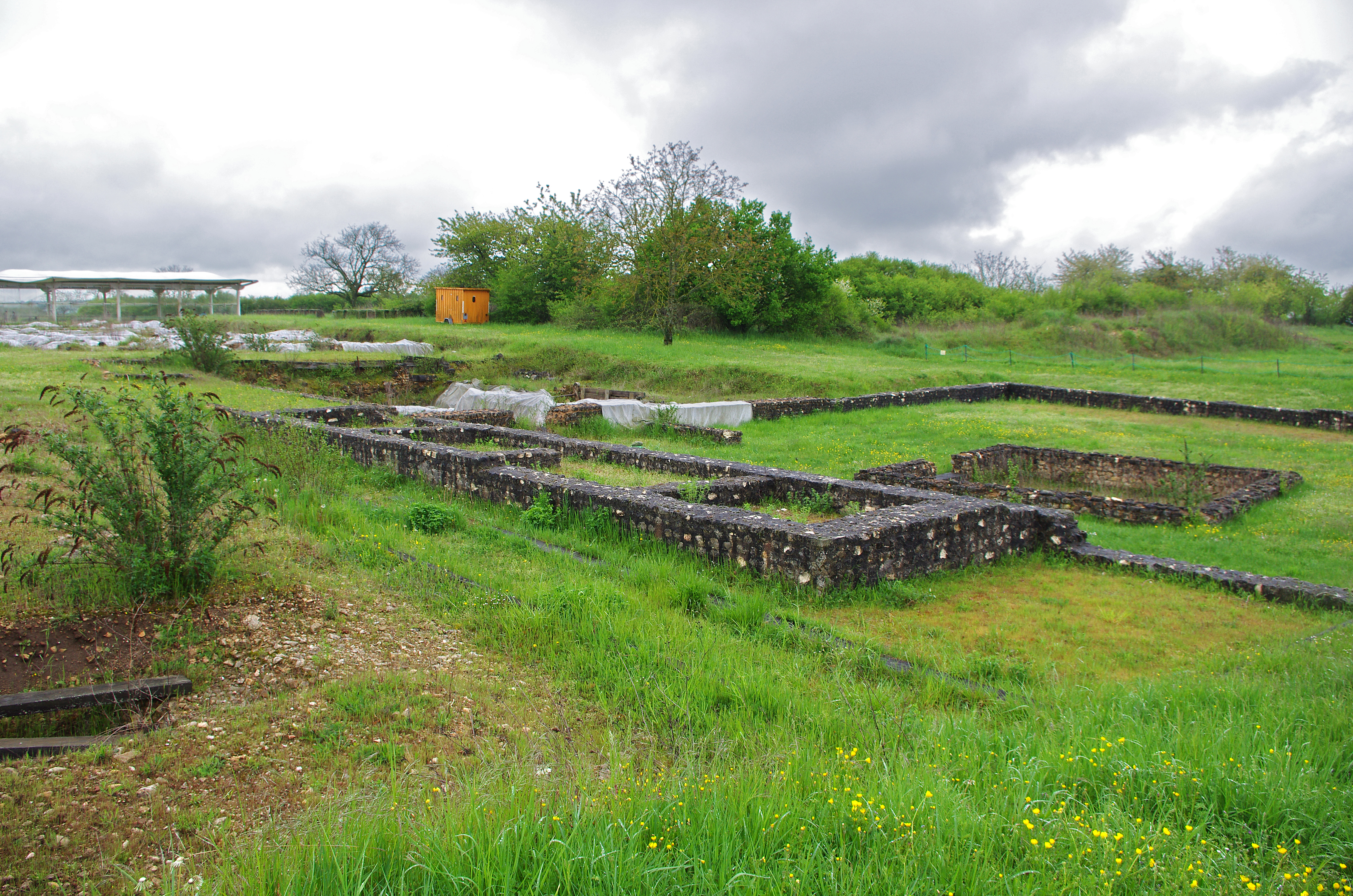
Temple 2 et portiques.

Un autre fanum (temple 4) est implanté au nord de la rue, face au temple 2. Cet édifice, le plus imposant des fana mis au jour à Argentomagus, n'est pas inscrit dans un péribole et pourrait être lié à la demeure attenante d'une riche personnalité locale qui aurait pu participer au financement de la construction du temple.
Construit au plus tôt au début du Ier siècle apr. J.-C., il semble connaître une phase d'abandon quelques décennies plus tard avant d'être remanié par la suite, à une date qui ne peut être déterminée.

### Le portique d'échoppes

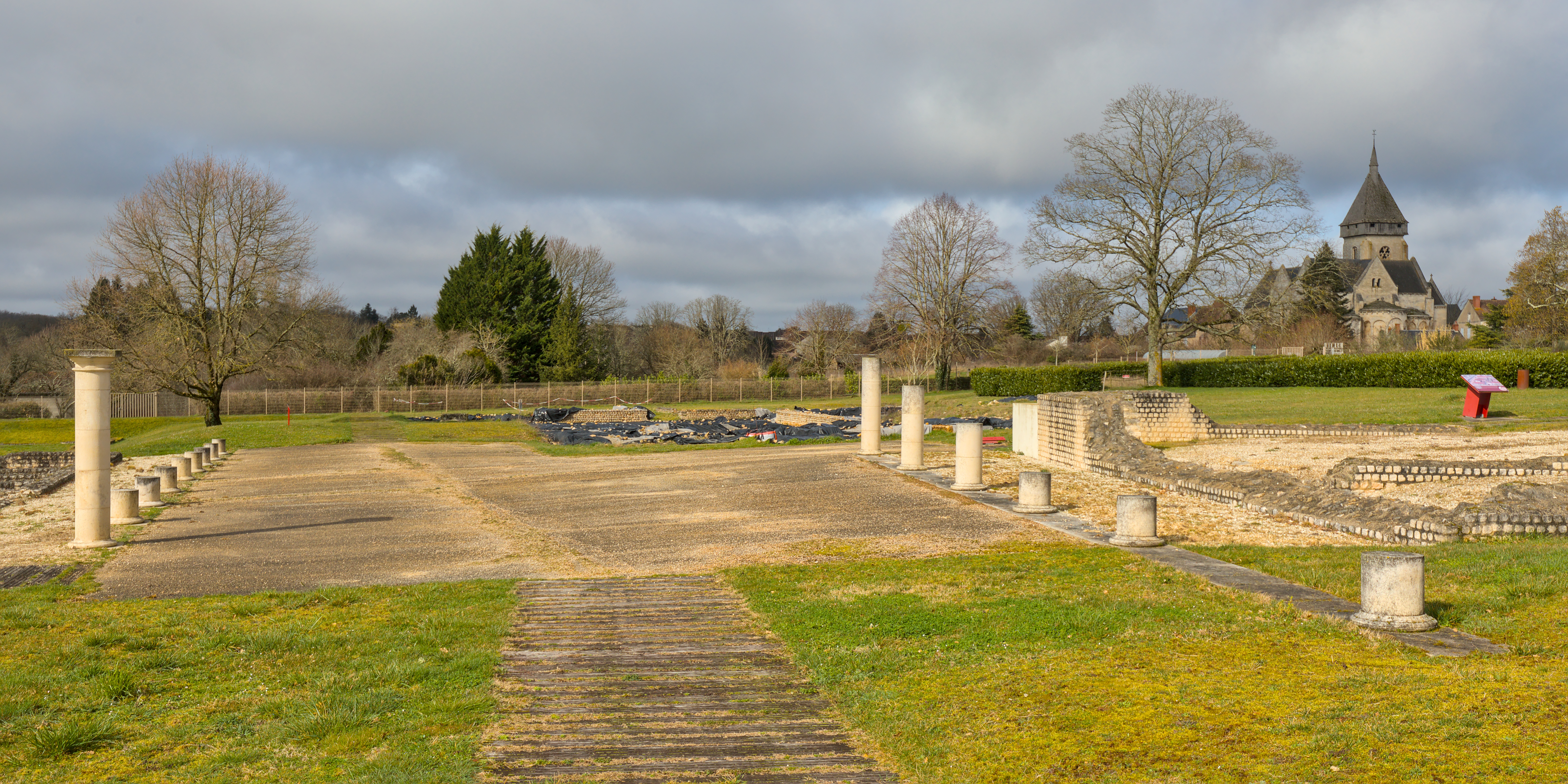
La "rue des Portiques" entre les vestiges de colonnes romaines, et l'église Saint-Marcel au fond à droite

Un portique bordé d'échoppes est adossé au mur du péribole séparant les trois temples de la rue. Il s'ouvre sur cette dernière. Des déchets de métallurgie donnent une indication, au moins partielle, sur l'activité artisanale qui pouvait s'y tenir.
La localisation du portique, au carrefour de le rue des Portiques et de la rue de la basilique, résulte d'un choix délibéré puisque ce portique ne s'étend pas vers l'ouest, bien que la place ne manque pas.

## Les cultes àArgentomagus
Une statuette de coq, une autre de bouc en bronze dans la cour du temple 2 et deux dédicaces trouvées à proximité témoignent du culte de Mercure à Argentomagus. Une statue de dieu assis en tailleur porte sur son socle la mention AVG E, indiquant que l'empereur (Augustus) est associé au culte. Dans le même périmètre se trouvent rassemblées des figurations d'un dieu local non identifié, de la Déesse Mère, de Mercure et d'Apollon ainsi que des dédicaces à l'empereur mais aussi à Cybèle.
De nombreuses monnaies, y compris des potins gaulois coupés en deux pour de probables raisons d'économie, sont déposés dans ou à proximité des temples comme offrandes. Des vases volontairement mutilés, des fibules et une dent de requin sont également interprétés comme des offrandes.
Enfin, une mention sur un vase indique que le vergobret, magistrat gaulois, a organisé, dans l'enceinte cultuelle, un sacrifice dont ni la nature ni la date ne sont connues.